# کانر واشینگتن
کانر واشینگتن (انگلیسی: Conor Washington؛ زادهٔ ۱۸ مهٔ ۱۹۹۲) ورزشکار اهل بریتانیا است.
از باشگاه‌هایی که در آن بازی کرده‌است می‌توان به باشگاه فوتبال کویینز پارک رنجرز، باشگاه فوتبال سنت ایوس تاون، باشگاه فوتبال نیوپورت کانتی و باشگاه فوتبال پیتربورو یونایتد اشاره کرد.
وی همچنین در تیم ملی فوتبال ایرلند شمالی بازی کرده است.